# Thomas Fuchs
Thomas Fuchs, född i Strassburg, död 1745 i Uppsala, var en tysk instrumentmakare, matematiklärare och tecknare. 
Fuchs skrevs in som student 25 februari 1719 vid universitetet i Strassburg och 23 oktober 1724 vid Uppsala universitet, där han senare var verksam som matematiklärare och instrumentmakare. Bland hans kända arbeten märks teckningen till Acadenia Upsaliensis Gustaviana som på 1730-talet graverades av Joh. Silfverling. Ett exemlar av detta som tillhörde Uppsala universitetsbibliotek försvann i samband med utställningen Upland i konsten före 1900 som visades på Östgöta nation 1943.